# Azylsartan
Azylsartan (łac. azilsartanum) – wielofunkcyjny organiczny związek chemiczny, lek stosowany w leczeniu nadciśnienia tętniczego, hamujący działanie angiotensyny II poprzez blokadę receptora angiotensynowego typu 1 (AT1).

## Mechanizm działania
Azylsartan jest antagonistą receptora angiotensyny II, hamującym działanie angiotensyny II poprzez blokadę receptora angiotensynowego typu 1 (AT1). Azylsartan jest dostarczany do organizmu w formie proleku medoksomilu azylsartanu.

## Zastosowanie
- nadciśnienie tętnicze pierwotne[3]

W 2016 roku azylsartan był dopuszczony do obrotu w Polsce jako preparat prosty.

## Działania niepożądane
Azylsartan może powodować następujące działania niepożądane, występujące ≥1/1000 (bardzo często, często i niezbyt często), w większej częstości niż placebo:
- zawroty głowy
- hipotensja
- biegunka
- nudności
- kurcze
- zmęczenie
- obrzęki obwodowe
- zwiększona aktywność kinazy kreatynowej w osoczu krwi
- zwiększone stężenie kreatyniny w osoczu krwi
- zwiększone stężenie kwasu moczowego w osoczu krwi
- hiperurykemia.